# Microsoft Expression Web
Bei Microsoft Expression Web handelt es sich um eine Web-Integrierte Entwicklungsumgebung. Die Vermarktung wurde 2012 eingestellt. 
Expression Web ist der Nachfolger von Microsoft FrontPage, basiert aber auf einer neuen Codebasis. Es ist Teil der Produktfamilie Microsoft Expression Studio. Es existieren sowohl ein graphischer WYSIWYG (What you see is what you get)-Editor als auch ein Quellcodeeditor. Beim Bearbeiten der Seite im Vorschaumodus wird sie bereits so dargestellt, wie sie später im Browser angezeigt wird. Einzelne HTML-Elemente können auf die Website gezogen und positioniert werden, der Quellcode wird dabei automatisch generiert. Es besteht aber zudem die Möglichkeit, den Quellcode direkt zu bearbeiten. Dabei werden Funktionen wie die automatische Codevervollständigung (IntelliSense) für HTML und PHP unterstützt. Außerdem bietet das Programm unterstützende Layout-Automatiken zur Formatierung von CSS-Elementen. Mit der CSS-Engine kann das Ergebnis in der Designansicht angesehen werden. Per Drag&Drop lassen sich CSS-Formatvorlagen auf der Seite ausprobieren und später in eine zentrale Datei auslagern.
Grafikelemente kann man nahtlos aus Programmen wie Adobe Photoshop oder Microsoft Expression Design integrieren.

## Technologien
Expression Web erlaubt die Entwicklung von Internetseiten unter Verwendung von Technologien wie XML, CSS 2.1, ASP.NET 3.5, XHTML, XSLT und JavaScript. Ab Version 2 verfügt Expression Web auch über Unterstützung für PHP-Entwicklung, inklusive eines integrierten PHP-Entwicklungsservers. Unterstützt wird die Erstellung, Bearbeitung und lokale Vorschau von PHP-Seiten, unter anderem durch Syntax-Highlighting und IntelliSense. Mit dem enthaltenen PHP-Development-Server wird es auch ermöglicht, PHP-Seiten ohne externen Server zu testen (z. B. IIS oder Apache).
Auch ASP.NET kann eingesetzt werden, um eine dynamische und interaktive Webapplikation zu entwickeln. ASP.NET bietet eine umfangreiche Unterstützung von Server- und Nutzersteuerelementen, ohne dass man zwingend programmieren muss. Viele Werkzeuge in Expression Web 2 erleichtern das Einfügen und Konfigurieren von ASP.NET-Steuerelementen. Darüber hinaus kann man mit den ASP.NET-Masterseiten Änderungen der kompletten Seite an zentraler Stelle vornehmen.
Die Integration und Visualisierung komplexer Daten von externen Quellen wurde mit Expression Web 2 vereinfacht. XML-Daten können mit Drag-&-Drop-Tools schnell formatiert und visuell dargestellt werden. Mit dem XPath Expression Builder können auch komplexe Datenabfragen erstellt werden. XSL Transform (XSLT) ermöglicht es, die Daten in anderer Form anzuzeigen.
Das Einbinden von Web-Feeds ist ebenfalls mit Expression Web 2 möglich geworden. Die Formatierung der Daten kann dabei auch im laufenden Betrieb modifiziert werden.
Besonderes Augenmerk wurde bei der Entwicklung darauf gelegt, damals aktuelle W3C-Standards zu unterstützen. Dadurch sollen die in Expression Web erstellten Websites auf allen gängigen Browsern korrekt dargestellt werden. Expression Web ist dabei unter anderem in der Lage, valides XHTML 1.0 Strict/1.1, HTML 4.01 und CSS zu generieren, nicht jedoch HTML5.
Es ist zudem eine Zugriffsprüfung enthalten, die dem Entwickler hilft, barrierefreie Websites zu erstellen.
Anhand integrierter Reports kann sichergestellt werden, dass die Websites behindertengerechten Standards zur Barrierefreiheit entsprechen.
Mit SuperPreview liefert Microsoft eine Funktion, Websites während der Entwicklung in verschiedenen Browsern gleichzeitig darzustellen und die Ergebnisse übereinander darzustellen, um evtl. vorhandene Rendering-Unterschiede zu erkennen.

## Verfügbarkeit
Am 14. Mai 2006 veröffentlichte Microsoft die erste Vorschauversion von Expression Web. Am 5. September 2006 brachte Microsoft die Beta 1 heraus. Am 4. Dezember 2006 veröffentlichte Microsoft die endgültige Version 1.
Ab dem 1. Oktober 2009 war die komplett überarbeitete Version 3 in deutscher Fassung verfügbar.
Die englische Version von Expression Studio 4 Web Professional, welches neben Expression Web 4 auch Expression Encoder 4 und Expression Design 4 enthält, wurde am 7. Juni 2010 veröffentlicht. Die deutsche Version wurde im Juli 2010 veröffentlicht.
Ende Dezember 2012 stellte Microsoft den Verkauf der Expression-Produkte ein und bot Expression Web bis ca. 2019 kostenlos zum Download an.